# Västergötlands Förenade Kalkindustrier
Västergötlands Förenade Kalkindustrier (VFK) var ett svenskt gruvbolag som drev ett antal kalkbruk i Västergötland, bolaget grundades 1918 och köptes upp av Yxhult 1951.

## Historik
Handelsblockaden under första världskriget innebar stopp för import av konstgödsel. Istället användes bränd kalk som jordförbättringsmedel och kalkindustrins avsättning ökade. Det såldes kalk som aldrig förr och kalkindustrins förtjänster sköt i höjden, speciellt för de kalkbruk som använde alunskiffer istället för importerad kol som bränsle. År 1918 bildades Västergötlands Förenade Kalkindustrier som snart köpte upp de största bruken i landskapet, däribland Övertorp och Ödegården. Bolaget hade stora planer för framtiden och i början gick det bra. Men på 1920-talet blev det kris inom kalkindustrin. Importen av konstgödsel hade kommit igång igen efter kriget och intresset för kalk sjönk. Lönsamheten inom kalkindustrin minskade därför drastiskt. 1938 övertog Gottfrid Nymberg aktiemajoriteten i VFK som han 1951 sålde till Yxhult.

## Kalkbruk
Bolaget köpte upp en rad kalkbruk i Västergötland:
- Övertorps kalkbruk köpt 1918 från Kavlås, nedlagt 1954.[3]
- Ödegårdens kalkbruk köpt 1918, nedlagt 1927.[4]
- Rössberga kalkbruk
- Berga kalkbruk
- Valtorps kalkbruk
- Ulunda kalkbruk
- Värnhems kalkbruk
- Hag-gårdens kalkbruk
- Kinnemalma kalkbruk
- Uddagårdens kalkbruk
- Stenåsens kalkbruk
- Smedsgårdens kalkbruk köpt 1919 från Kavlås, nedlagt 1944.[5]
- Bredegårdens kalkbruk köpt 1934 från Värmlands Läns Lantmannaföreningars Centralförening, nedlagt 1944.[6]